# ألفرد روز
ألفرد روز (15 فبراير 1894 - 21 يونيو 1985) (بالإنجليزية: Alfred Rose)‏ هو لاعب كريكت بريطاني (وحمل سابقاً جنسية المملكة المتحدة لبريطانيا العظمى وأيرلندا).